# Habenaria linifolia
Habenaria linifolia är en orkidéart som beskrevs av Karel Presl. Habenaria linifolia ingår i släktet Habenaria och familjen orkidéer.
Artens utbredningsområde är Peru. Inga underarter finns listade i Catalogue of Life.